# Duellmanohyla
A Duellmanohyla  a kétéltűek (Amphibia) osztályába, a békák (Anura) rendjébe és a levelibéka-félék (Hylidae) családjába, azon belül a Hylinae alcsaládba tartozó nem.

## Elterjedésük
Mexikó, Panama, Guatemala, Honduras és Costa Rica területén honosak.

## Rendszerezés
A családba az alábbi 8 faj tartozik.
- Duellmanohyla chamulae (Duellman, 1961)
- Duellmanohyla ignicolor (Duellman, 1961)
- Duellmanohyla legleri (Taylor, 1958)
- Duellmanohyla lythrodes (Savage, 1968)
- Duellmanohyla rufioculis (Taylor, 1952)
- Duellmanohyla salvadorensis (Mertens, 1952)
- Duellmanohyla salvavida (McCranie & Wilson, 1986)
- Duellmanohyla schmidtorum (Stuart, 1954)
- Duellmanohyla soralia (Wilson & McCranie, 1985)
- Duellmanohyla uranochroa (Cope, 1875)